# Allorhogas dyspistus
Allorhogas dyspistus är en stekelart som beskrevs av Marsh 1991. Allorhogas dyspistus ingår i släktet Allorhogas och familjen bracksteklar. Inga underarter finns listade i Catalogue of Life.